# 外山雄三
外山 雄三（とやま ゆうぞう、1931年5月10日 - 2023年7月11日）は、日本の指揮者、作曲家。東京市牛込区（現：東京都新宿区）出身。東京音楽学校本科作曲科卒業。父は、声楽家の外山國彦。兄は、カントリー&ウエスタン演奏家の外山寛。弟は、声楽家・合唱指揮者の外山浩爾。

## 来歴
- 1944年 - 東京高等師範学校附属国民学校（現：筑波大学附属小学校）卒業。
- 1947年 - 東京高等師範学校附属中学校（現：筑波大学附属中学校・高等学校）卒業。
- 1948年 - 東京音楽学校（現：東京芸術大学音楽学部）本科作曲科に入学。作曲を下総皖一に、ピアノを田村宏に師事。
- 1952年 - 東京音楽学校本科作曲科卒業[1]。卒業後、NHK交響楽団に打楽器練習員として入団[2]。
- 1953年 - 作曲家林光、間宮芳生と山羊の会を結成し、作品発表を1958年まで行う[3]。
- 1956年 - 指揮者としてデビュー[4]。
- 1958年 - 1959年 - ウィーンやザルツブルクに留学。

その後、大阪フィルハーモニー交響楽団では専属指揮者を、京都市交響楽団では常任指揮者を、名古屋フィルハーモニー交響楽団では音楽総監督・常任指揮者を、仙台フィルハーモニー管弦楽団及び神奈川フィルハーモニー管弦楽団で音楽監督をそれぞれ歴任した。
NHK交響楽団の正指揮者（終身職）を尾高忠明とともに担当し、2015年3月まで愛知県立芸術大学で客員教授も務めていた。作曲活動も活発で、発表作品が多数ある。多数の受賞経験がある他、東京国際音楽コンクール＜指揮＞やチャイコフスキー国際コンクール、聖チェチーリア音楽院国際指揮者コンクールなどの審査員も務めている。
2016年、大阪交響楽団のミュージックアドバイザー、2020年、名誉指揮者。
2023年5月末、パシフィック・フィルハーモニア東京の公演を指揮中に体調を崩し、途中で降板。その後、同年7月11日、慢性腎臓病のため、長野県内の自宅で死去した。92歳没。

## 人物
テレビ番組にもよく出演しており、1980年代には『ファンタスティック・オーケストラ』『名フィルミュージック・ドリーム』『外山雄三 音楽・世界の旅』（すべて中京テレビ製作の番組、うち前2本はローカル）等で司会を務めた。1995年には同じ中京テレビで、地元愛知県立芸術大学と中国学生とが外山指揮により「千人の交響曲」を合同で演奏するまでのドキュメンタリーが制作され、単発特番枠で全国放送されている。現在はNHK-FM放送の番組「FMシンフォニー・コンサート」で名古屋発で放送される日にパーソナリティをしている。
政治など社会情勢にも関心が深く、日本国憲法第9条及び『あたらしい憲法のはなし』に曲を付けた合唱曲も発表している。後述の著書『オーケストラは市民とともに』も、日本フィルハーモニー交響楽団の労働争議を描いたものである。また、西田敏行、山田洋次、黒柳徹子らと共に「平和のための戦争展」（日本中国友好協会主催）の呼びかけ人を務めていた。

## 主な作品
欧題は楽譜による。

### 舞台作品
- バレエ「幽玄」 - 組曲版あり

### 管弦楽・吹奏楽
- 小交響曲（1953年、ジャン・マルティノンにより初演）
- 子守歌（1953年）
- 序奏とアレグロ（1955年）
- 合奏協奏曲（1957年）
- 室内交響曲（1958年）
- 五木の子守唄（1960年、小交響曲の第2楽章を独立させたもの）
- 管弦楽のためのラプソディ（1960年） Rhapsodie für Orchester/Rhapsody for orchestra（藤田玄播による吹奏楽版あり）
- ピアノ協奏曲第1番（1961年）
- ディヴェルティメント Divertimento for orchestra（1962年）
- 管弦楽のための鹿柴（ろくさい）（1962年）
- ヴァイオリン協奏曲第1番 Violin concerto（1963年、第12回尾高賞受賞作）
- ピアノ協奏曲第2番（1963年）
- 沖縄民謡によるラプソディ（1964年）
- 管弦楽のための『序』（1964年）
- 管弦楽のための『鬨』（1965年）
- 交響曲第1番『帰国』（1966年、1978年改訂）
- バレエ組曲『幽玄』（1966年）
- 管弦楽のための『鬨』その二（1966年）
- クラリネットと弦楽合奏のための協奏曲（1966年）
- ヴァイオリン協奏曲第2番（1966年）
- チェロ協奏曲第1番（1967年、ロストロポーヴィチによる委嘱作品）
- 日本民謡によるオーケストラ入門（1968年）
- 混声合唱と弦楽のための『おふくろ』（1968年）
- 万華鏡（1968年）
- 混声合唱と弦楽合奏のための組曲『へんじ』（1969年）
- カンタータ『京都』（1970年）
- 交響曲『炎の歌』（1970年、土井大助による歌詞）
- 管弦楽のためのエコー（1972年）
- 前奏曲（1973年）
- オーボエと弦楽合奏のための協奏曲（1973年）
- 交響組曲『祇園祭』（1974年）
- ホルン協奏曲第1番（1975年）
- 東北の民謡による二章（1975年）
- 交響曲『風雪』（1977年）
- 九州の民謡による4楽章（1979年、九州交響楽団による委嘱作）
- 奈良ばやしによる前奏曲（1979年）
- 熊本の幻想（1980年）
- チェロ協奏曲第2番（1982年）
- ファゴットと弦楽合奏、パーカッションのための協奏曲（1982年、名古屋フィルハーモニー交響楽団による委嘱作）
- 交響詩『まつら』（1982年、唐津市市制50周年のための委嘱作）
- 独唱、混声合唱と管弦楽のための組曲『永遠のみどり』（1982年、関西合唱団による委嘱作）
- ヴァイオリンと管弦楽のための幻想曲（1983年、小島秀夫による委嘱作）
- 京都幻想（1983年、京都市交響楽団による委嘱作）
- 交響曲『名古屋』（1984年、中京テレビ放送による委嘱作）
- カンタータ『もし私たちが……』（1984年、堺フロイデ合唱団による委嘱作）
- ピアノ協奏曲―1984―（1984年）
- ヒロシマのみどり（カンタータ『みどりの炎』より第2部）（1985年）
- フルートとハープと弦楽合奏のための幻想曲（1985年）
- こもりうた Lullaby - 三枝成彰、石井眞木、芥川也寸志と共作した交響組曲『東京』の第1曲。（1986年）
- フルートと弦楽合奏のための協奏曲（1986年）
- 交響曲『五月の歌』（混声合唱つき） - 林光との共作（1987年）
- 交響連歌『この八月に』―林光との共作（1988年）
- シンフォニック・スケッチ『相馬盆踊唄』（1988年、NHK交響楽団による委嘱作）
- フルートとオーケストラのための幻想曲（1989年、新星日本交響楽団による委嘱作）
- シンフォニア・スケッチ第4番『搗臼唄』（1989年）
- 弦楽のための前奏曲（1990年）
- 弦楽のためのシンフォニア（1990年、三上祐三による委嘱作）
- シンフォニア・スケッチ第7番『こんぴらふねふね～よさこい節』（1990年、NHK交響楽団による委嘱作）
- シンフォニア・スケッチ第9番『麦さがし』（1990年）
- 交響詩『円山川』（1990年）
- ノールショピング交響楽団のためのプレリュード（1991年）
- ハープ協奏曲（1992年）
- 交響的『石川』（1992年）
- 交響曲『但馬』（1995年）
- 境港幻想（1995年）
- 仙台フィルハーモニー管弦楽団のための『１』（1996年）
- 連作『縄文』（1996年）
- 交響詩『かもがわ』（1996年）
- 交響曲第2番（1999年）
- 新しい行進曲（吹奏楽[10][11]）
- 交響曲第3番（2001年）
- 交響曲『あきた』（2002年）
- 交響曲第4番〜Tief in den Urwald,weit aufs Weltmeer〜（2003年）
- 交響曲（2018/2019年, 大阪交響楽団によって2019年に部分初演[12]、名古屋フィルハーモニー交響楽団によって世界初演[13]）

### 室内楽
- フルート・ソナタ（1949年、散逸）
- 3つの性格的断片（1950年、クラリネット、ファゴット、ピアノ）
- ピアノのためのバーレッタ（1951年）
- フルート、クラリネット、ファゴット、ピアノのためのパルティータ第3番（1952年、東京音楽学校卒業演奏会発表作品[1]）
- チェロとピアノのためのこもりうた（1953年～1954年）
- 2台のピアノのためのパルティータ第4番（1954年）
- 弦楽四重奏、打楽器、ピアノのための組曲（1955年）
- 弦楽四重奏曲（1955年）
- もずが枯れ木で（1956年、ヴァイオリン、ピアノ）
- フルート、チェロ、ピアノのための三重奏曲（1958年）
- チェンバロのための幻想曲（1961年）
- ヴァイオリンとピアノのための日本民謡による組曲（1962年）
- セレナータ・マリンバーナ（1962年）
- ピアノのための幻想曲（1962年）
- クラリネット、弦楽合奏、ピアノのための幻想曲（1963年）
- ヴァイオリン・ソナタ（1964年）
- ヴィブラフォンとピアノのためのこもりうた（1964年）
- 弦楽四重奏のための『倶在』（1965年）
- 弦楽合奏のための嬉遊曲（1965年）
- サクソフォンとピアノのためのセレナーデ（1966年）
- 弦楽四重奏のための祝典組曲（1970年）
- ヴァイオリンとピアノのための『メディテーション』（1970年）
- 地球、光りなさい（1971年、フルート、クラリネット、ファゴット、トランペット、打楽器、弦楽）
- 成田繪智子のための『かくも長き不在』（1972年、ボーカル、語り、尺八、ドラムス、ピアノ）
- 秋…17絃のための（1973年）
- ヴァイオリンとピアノのための『広島のうた』（1975年）
- せむしの仔唄（1976年、クラリネット、トランペット、打楽器、チェンバロ、合唱、弦楽）
- ホルンのためのやさしい音楽（1977年、12本のホルン）
- トリオ・ソナタ（1979年、チューバ、パーカッション、ピアノ）
- 10人の奏者のための「SENRI」（1979年、クラリネット、ファゴット、トランペット、チューバ、ヴァイオリン2、ヴィオラ、チェロ、コントラバス、打楽器）
- 唐津おくんちによる幻想曲（1980年、トランペット2、ホルン、チューバ2）
- ピアノのための幻想曲（1981年）
- 弦楽合奏のためのファンタジア（1982年）
- ホルンとピアノのための5つの抒情歌（1982年、千葉馨のために）
- チェロとピアノのための『広島のうた』（1983年）
- フルート・ソナタ（1983年）
- 行進曲『躍動』第1番（1984年）
- 行進曲『躍動』第2番（1984年）
- 松永勇次讃（1984年、アコーディオン）
- 千葉馨のためのオーケストレーション『濱辺のうた』（1984年、弦楽合奏）
- ヴァイオリンとピアノのための幻想曲（1984年）
- ハープのための幻想曲（1986年）
- クワルテット・チューバ（1987年）
- ファゴット・ソナタ（1987年）
- 6本のホルンのための『パッサ・テンポ』（1989年）
- ユーフォニアムとチューバのための6声部のエッセイ（1990年、ユーフォニアム3、チューバ3）
- 無伴奏ヴァイオリン・ソナタ（1991年）
- ヴァイオリンとピアノのための『変容』（1992年）
- 弦楽四重奏のための小品（1995年）
- オーボエとピアノのための『京の子守うた』（1996年）
- パルティータ第3番（フルート、クラリネット、ファゴット、ピアノ）
- テッサ（永遠の処女）（コントラバス、打楽器、ピアノ）
- 荒木栄の想い出（チェロ、ピアノ）
- 日本組曲 Japanese suite（金管アンサンブル）
- クラリネット五重奏曲（2008年）

### 独唱
- 『一日は……』より三章
- 雲の祭日
- 花を捧げる（1977年、土井大助による歌詞）
- 新川和江の詩による歌曲集（メゾソプラノ、管弦楽）

### 合唱
- 混声合唱のための『歴落』
- のぞみあらたに――明治百年頌歌 独唱、混声合唱と管絃楽のために
- 三つの大阪のうた（混声合唱、尺八）
- 京都のうた（混声合唱、尺八、チェンバロ）
- 奈良のうた（児童合唱、室内合奏/女声合唱、ピアノ）
- 子どもたちの詩による『泣くものか』（混声合唱、ピアノ）
- 合唱組曲『空に小鳥がいなくなった日』
- とむらいのあとは（木島始詞）
- 日本国憲法第九条

### 校歌
- 作新学院[14]
- 愛知県立名古屋南高等学校
- 鶴岡市立鶴岡第一中学校
- 福山市立大門中学校
- 登米市立宝江小学校
- 狭山市立狭山台小学校
- 名古屋市立旭丘小学校

### 映画音楽
- 俺たちの交響楽

## 著書
- 『音楽の風景』（新樹社、1985年）
- 『オーケストラは市民とともに』（岩波書店、1991年） - 中村敬三との共著
- 井上頼豊著、外山雄三、林光編『聞き書き井上頼豊』（音楽之友社、1996年）

## 出演
- FMシンフォニー・コンサート→ブラヴォー!オーケストラ パーソナリティー（NHK-FM放送 名古屋制作の日に出演）